# HD 187123
HD 187123は、はくちょう座の方角に約157光年の距離にある8等級の恒星である。肉眼では見えないが、双眼鏡や小さな望遠鏡を用いると容易に見ることができる。
| 太陽 | HD 187123 |
| ---- | --------- |
| 太陽 | Exoplanet |

## 惑星系

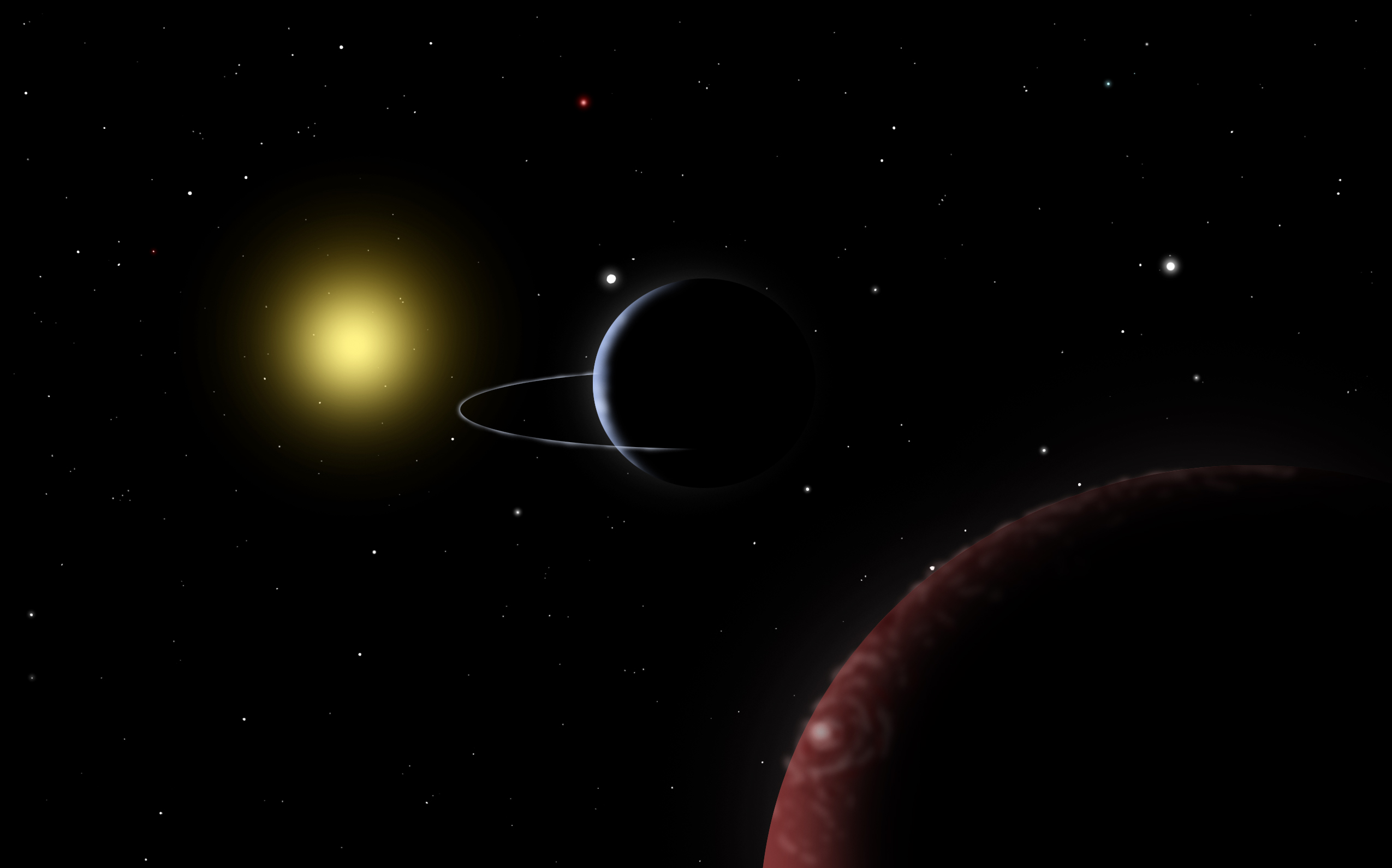
HD 187123と2つの惑星の想像図。

1998年、当時イギリスの大学院生であったケヴィン・アップスの指摘を受けて、リック・カーネギー系外惑星サーベイのグループが観測し直した30天体の中で、HD 187123の周囲を公転する太陽系外惑星の存在が示された。また2006年には、その外側に別の天体が公転していることが示唆される、と発表された。第2の惑星の実在は、2008年に確かめられた。
| 名称 （恒星に近い順） | 質量               | 軌道長半径 （天文単位） | 公転周期 (日)         | 軌道離心率      | 軌道傾斜角 | 半径 |
| --------------------- | ------------------ | ----------------------- | --------------------- | --------------- | ---------- | ---- |
| b                     | > 0.523 ± 0.043 MJ | 0.0426 ± 0.0025         | 3.0965828 ± 0.0000078 | 0.0103 ± 0.0059 | —          | —    |
| c                     | > 1.99 ± 0.25 MJ   | 4.89 ± 0.53             | 3,810 ± 420           | 0.252 ± 0.033   | —          | —    |